# Rhamphomyia trilineata
Rhamphomyia trilineata är en tvåvingeart som beskrevs av Zetterstedt 1859. Rhamphomyia trilineata ingår i släktet Rhamphomyia och familjen dansflugor.
Artens utbredningsområde är Sverige. Inga underarter finns listade i Catalogue of Life.